# Stadion Allmend
Das Stadion Allmend, umgangssprachlich auch Allmend genannt, war das stadteigene Fussballstadion des Fussballclubs FC Luzern. Das Stadion lag am Stadtrand von Luzern in der Zentralschweiz. Die Sportanlage wurde 1934 mit einer Holztribüne und mehreren Fussballfeldern ringsherum eröffnet. Mit den Jahren gab es einige Umbauarbeiten; so wurde 1957 die Tribüne auf 2'500 Plätze ausgebaut. Zwischen 1981 und 1983 wurden die Haupt- und die überdachte Stehplatztribüne der FCL-Fans erneuert. Im Jahr 1995 kam der überdachte Nordrang mit dem Namen LUMAG-Tribüne hinzu.
Zuletzt besass die Spielstätte vier Tribünen; wobei drei gedeckt und ein Hintertorrang ungedeckt waren. Direkt neben dem Stadion Allmend lag eine Leichtathletikanlage. Es bot ein theoretisches Fassungsvermögen von 25'000 Zuschauern. Aus Sicherheitsgründen liess der Schweizerische Fussballverband (SFV) aber nur noch 13'000 Zuschauer (4'500 gedeckte Sitzplätze; 1'400 ungedeckte Sitzplätze und 7'100 Stehplätze) ins Stadion. Der Zuschauerrekord mit 26'000 Zuschauern datiert aus dem Jahre 1993 und wurde bei einem Auf-/Abstiegsrundenspiel gegen den FC Basel (4:1-Sieg für Luzern) aufgestellt.
Weil das Stadion seit 2007 nicht mehr ligatauglich war, wurde ein Neubau an gleicher Stelle geplant. Das letzte Spiel im alten Stadion fand am 13. Juni 2009 zwischen dem FC Luzern und dem FC Lugano (5:0) statt. Nach der Begegnung nahmen sich viele Fans ein Souvenir, wie ein Stück Rasen oder Sitze, aus dem Stadion mit. Im Sommer 2009 wurde der Abriss der alten Spielstätte beschlossen, und im August begannen die Bauarbeiten. Das neue Stadion erhielt den Namen Swissporarena und fasst rund 17'000 Plätze. Während des Neubaus, der im Sommer 2011 fertiggestellt wurde, spielte der FC Luzern in Emmenbrücke im Stadion Gersag.

## Länderspiele
Folgende Länderspiele der Schweizer Fussballnationalmannschaft wurden im Stadion Allmend ausgetragen:
|                |                              |     |                                                     |
| 21. Apr. 1971: | Schweiz – Malta              | 5:0 | EM-Qualifikation 1972 (1. Länderspiel in Luzern)    |
| 26. Sep. 1973: | Schweiz – Luxemburg          | 1:0 | WM-Qualifikation 1974                               |
| 17. Aug. 1976: | Schweiz – Bulgarien          | 2:2 | Freundschaftsspiel (1. Länderspiel gegen Bulgarien) |
| 06. Sep. 1978: | Schweiz – Vereinigte Staaten | 2:0 | Freundschaftsspiel (1. Länderspiel gegen die USA)   |
| 28. Apr. 1981: | Schweiz – Ungarn             | 2:2 | WM-Qualifikation 1982                               |
| 13. Nov. 1985: | Schweiz – Norwegen           | 1:1 | WM-Qualifikation 1986                               |
| 24. Aug. 1988: | Schweiz – Jugoslawien        | 0:2 | Freundschaftsspiel                                  |
| 03. Apr. 1990: | Schweiz – Rumänien           | 2:1 | Freundschaftsspiel                                  |
| 09. Okt. 1991: | Schweiz – Schweden           | 3:1 | Freundschaftsspiel                                  |
| 02. Apr. 1997: | Schweiz – Lettland           | 1:0 | Freundschaftsspiel (1. Länderspiel gegen Lettland)  |

## Europacupspiele
Folgende Europacupspiele des FC Luzern wurden im Stadion Allmend ausgetragen:
|                |                                      |     |                                                        |
| 1960:          | FC Luzern – AC Florenz               | 0:3 | Viertelfinal-Hinspiel Europacup der Cupsieger 1960/61  |
| 1985:          | FC Luzern – Spartak Moskau           | 0:1 | 1. Runde Rückspiel UEFA-Cup 1986/87                    |
| 27. Sep. 1989: | FC Luzern – PSV Eindhoven            | 0:2 | 1. Runde Rückspiel Europacup der Landesmeister 1989/90 |
| 1990:          | FC Luzern – MTK Budapest FC          | 2:1 | 1. Runde Rückspiel UEFA-Cup 1990/91                    |
| 1990:          | FC Luzern – FC Admira Wacker Mödling | 0:1 | 2. Runde Hinspiel UEFA-Cup 1990/91                     |
| 1992:          | FC Luzern – Lewski Sofia             | 1:0 | 1. Runde Rückspiel Europacup der Cupsieger 1992/93     |
| 1992:          | FC Luzern – Feyenoord Rotterdam      | 1:0 | 2. Runde Hinspiel Europacup der Cupsieger 1992/93      |
| 02. Okt. 1997: | FC Luzern – Slavia Prag              | 0:2 | 1. Runde Rückspiel Europacup der Cupsieger 1997/98     |